# Concordancia genética
La concordancia genética es la presencia del mismo rasgo fenotípico por lo general en una pareja de gemelos monocigotos, o en una pareja cualquiera de individuos dentro de un grupo donde el rasgo se está estudiando. Una definición más estricta es la probabilidad de que ambos miembros de un par tengan la característica cuando esta se presenta en un miembro del par.
Los estudios de pares gemelares calculan la tasa de concordancia de la aparición de un rasgo fenotípico, generalmente una enfermedad, entre gemelos monocigotos, lo que ayuda a determinar cuánto de la enfermedad es aportado por la carga genética, y cuánto por el ambiente. Dado que los gemelos monocigotos tienen un ADN idéntico, debieran desarrollar las mismas enfermedades genéticas. Esto es cierto para las enfermedades monogénicas, pero no para las poligénicas.
Datos de estudios gemelares han tenido interpretaciones controversiales para una serie de condiciones, entre ellas la homosexualidad y la inteligencia.
En estudios genotípicos en los que se modifica directamente la posición del ADN (ver polimorfismo de nucleótido único) cambiando una simple base nitrogenada, la concordancia es la medida del porcentaje de bases idénticas. Muestras del mismo individuo o de gemelos monocigóticos debieran tener teóricamente una concordancia de 100%, pero debido tanto a artefactos de las pruebas como a mutaciones somáticas, la concordancia se encuentra habitualmente en torno al 99% y 99,95%. La concordancia puede utilizarse, por lo tanto, como método para evaluar la precisión de las pruebas genéticas.
Dado que un niño hereda la mitad de su ADN de cada padre, los padres y sus hijos, los hermanos y mellizos (dicigotos) tienen una concordancia de alrededor de un 50% utilizando este procedimiento.
- Datos: Q5781175